# Parafia Najświętszej Maryi Panny Wspomożenia Wiernych w Dąbrowie
Parafia Najświętszej Maryi Panny Wspomożenia Wiernych w Dąbrowie – parafia rzymskokatolicka, znajdująca się w diecezji sandomierskiej, w dekanacie Zaklików.